# Lain (Yonne)
Lain es una localidad y comuna francesa situada en la región de Borgoña, departamento de Yonne, en el distrito de Auxerre y cantón de Courson-les-Carrières.

## Demografía
| 478 | 511 | 500 | 456 | 555 | 540 | 566 | 583 | 567 | 491 | 522 | 499 | 505 | 543 | 502 | 499 | 484 | 491 | 438 | 371 | 328 | 354 | 335 | 367 | 338 | 299 | 287 | 278 | 246 | 204 | 165 | 154 | 159 |
| Para los censos de 1962 a 1999 la población legal corresponde a la población sin duplicidades (Fuente: INSEE [Consultar]) |     |     |     |     |     |     |     |     |     |     |     |     |     |     |     |     |     |     |     |     |     |     |     |     |     |     |     |     |     |     |     |     |